# Talau
Talau is een bestuurslaag in het regentschap Pelalawan van de provincie Riau, Indonesië. Talau telt 1889 inwoners (volkstelling 2010).